# Gila Gamliel

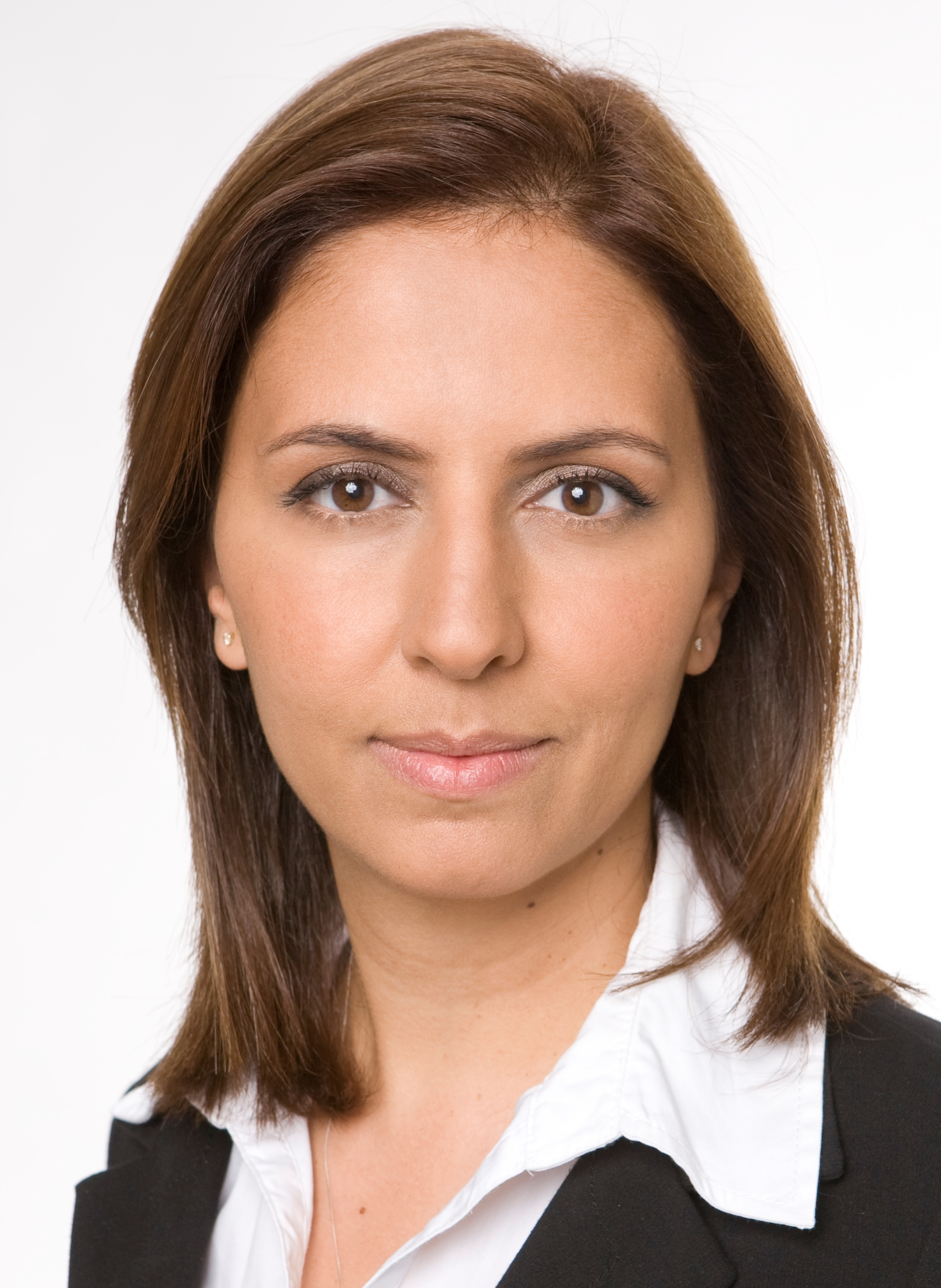
Gila Gamliʾel (2008)

Gila Gamliʾel (hebräisch גילה גמליאל; * 24. Februar 1974 in Gedera) ist eine israelische Politikerin des Likud. Sie war von Mai 2020 bis Juni 2021 Umweltministerin sowie von Dezember 2022 bis März 2024 Ministerin für Geheimdienste. Seit März 2024 ist sie Ministerin für Wissenschaft und Technologie.

## Biografie

### Herkunft und frühe Jahre
Gamliʾel wurde als das jüngste von fünf Kindern in Gedera in Zentralisrael geboren. Ihre Mutter ist libysch-jüdischer Herkunft, ihr Vater wurde als Sohn jüdischer Eltern im Jemen geboren. Ihren Militärdienst hat Gamliʾel bei der israelischen Luftwaffe absolviert, anschließend hat sie Geschichte des Nahen Ostens und Philosophie an der Ben-Gurion-Universität im Negev studiert und war dort Vorsitzende des Studentenrates. Später hat sie auch Rechtswissenschaft am Ono Academic College und an der Bar-Ilan-Universität studiert.

### Politische Laufbahn
Vom 17. Februar 2003 bis 17. April 2006 war sie Mitglied der 16. Knesset. Bei den Wahlen zur 17. Knesset verpasste sie den Einzug ins Parlament. Später führte sie als Grund für ihr Scheitern an, „dass sie bei ihrer ersten Legislaturperiode erst 28 Jahre alt und schlichtweg zu unerfahren für diesen Job war“. 2009 gelang ihr wieder der Einzug ins Parlament als Mitglied der 18. Knesset. Vom 30. März 2005 bis 14. Januar 2006 war sie stellvertretende Ministerin für Landwirtschaft und Entwicklung des ländlichen Raumes in der zweiten Regierung von Ariel Scharon. Von 2009 bis 2013 war sie wieder stellvertretende Ministerin, damals mit Zuständigkeit für Jugendliche, Studenten und Frauen, in der zweiten Regierung von Benjamin Netanjahu. Bei den Wahlen 2013 zog sie erneut in die Knesset ein, besetzte dieses Mal jedoch keinen Ministerposten. Bei den Vorwahlen zur 20. Knesset erreichte sie den 13. Platz auf der Liste des Likud und wurde danach Ministerin für Soziale Gerechtigkeit in Netanjahus vierter Regierung. Im fünften Netanjahu-Kabinett, das im Mai 2020 gebildet wurde, übernahm sie den Posten der Umweltministerin. Anschließend übernah sie im Kabinett Netanjahu VI ab Dezember 2022 das Ministerium für Geheimdienste.
Am 19. November 2023 sagte Gamliel:
»Anstatt sich zu bemühen, den Gazastreifen wieder aufzubauen, kann die internationale Gemeinschaft dabei helfen, die Bewohner des Gazstreifens in Länder zu transferieren, die sie aufnehmen.«
Ihr Ministerium hatte in einem Strategiepapier vorgeschlagen, die palästinensische Bevölkerung des Gazastreifens in Zeltstädte auf der Sinai-Halbinsel „umzusiedeln“.
Im März 2024 wurde das Ministerium für Geheimdienste aufgelöst und in das Büro des Ministerpräsidenten integriert. Gamliʾel übernahm stattdessen das Ministerium für Wissenschaft und Technologie.
Anfang Juli 2025 gehörte Gamliʾel zu den Unterzeichnern eines Briefes an Ministerpräsident Netanjahu, in dem 14 Minister der Likud-Partei sowie Knesset-Sprecher Amir Ohana die sofortige Annexion des Westjordanlandes forderten.

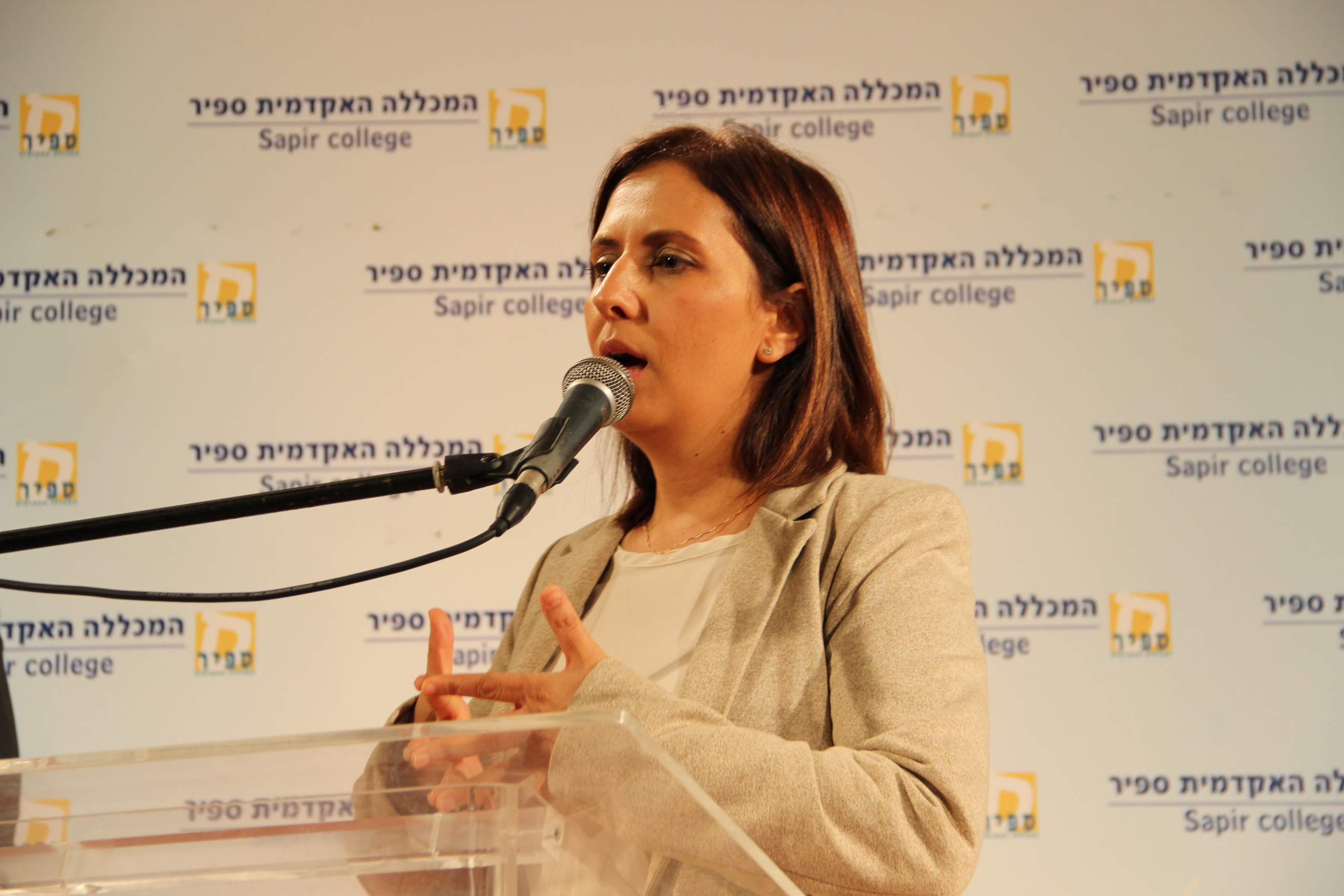
Gila Gamliel (2015)

## Privatleben
Während ihrer Studienzeit war Gamliʾel mit Sagiv Assulin, einem ihrer Mitarbeiter im Studienrat, liiert. Assulin war 2008, als das Paar sich bereits getrennt hatte, ebenfalls auf der Liste des Likud, auf Platz 35, vertreten. Er scheiterte aber im Gegensatz zu Gamliel, die auf Platz 19 war, am Parlamentseinzug, als der Likud 27 Sitze erreichte.
Gila Gamliʾel ist seit 2008 mit dem aus Tiberias stammenden Chovav Damri verheiratet. Mit ihm hat sie zwei Töchter. Die Familie lebt in Tel Aviv.